# Hedwig von Masowien
Hedwig (poln. Jadwiga; * zwischen 1389 und 1397; † 19. Februar 1439) war eine polnische Prinzessin und angeheiratete ungarische Adlige. Sie entstammte dem Adelsgeschlecht der masowischen Piasten.

## Leben
Hedwig war Tochter von Herzog Siemowit IV. von Masowien († 1426) und der litauischen Prinzessin Alexandra von Litauen.

## Ehe und Familie
1410 heiratete sie den ungarischen Magnaten János Garai. Mit ihm hatte sie vier Kinder. Ihr Ehemann verstarb 1428 und sie wurde 1435 für seine Ermordung belangt. Sie wurde von Kaiser Sigismund zur Haft auf ihrer Burg und Einziehung ihres Vermögens verurteilt. Sie starb auf ihrer Burg.